# Juan Javier Zeballos
Juan Javier Zeballos Gutiérrez (Tarija, Bolivia; 24 de julio de 1943 - La Paz, Bolivia; 26 de octubre de 2011) fue un destacado periodista y corresponsal boliviano.
Juan Javier Zeballos nació el 24 de julio de 1943 en la ciudad de Tarija. Comenzó sus estudios primarios en 1949 y los secundarios en 1957, saliendo bachiller en su ciudad natal el año 1960. 
Juan Javier Zeballos, comenzó su carrera periodística en el diario "Presencia". Seguidamente trabajó para la Agencia Reuters durante 25 años en diferentes lugares de América Latina. Fue corresponsal en Argentina y  México desde donde cubría  las regiones de  Centroamérica y el Caribe, Jefe corresponsal  en Ecuador, Chile, Brasil y Bolivia, y finalmente Director en Brasil y Perú. Dejó Reuters para retornar a su país de origen, donde ejerció el cargo de subdirector de los periódicos "La Razón" y "Última Hora" y  Editor General del diario "El Mundo". 
Juan Javier fue director Ejecutivo de la Fundación para el Periodismo en Bolivia, desde donde ayudó a organizar conferencias sobre periodismo y fue coautor del programa para el curso de posgrado de "Diplomado en Periodismo" de la Universidad Andina Simón Bolívar. Asumió también el cargo de Director Ejecutivo de la Asociación Nacional de la Prensa (ANP), desde donde  ayudó en la creación del Tribunal de Ética Periodística, redactando el código de ética que la Asociación Nacional de Periodistas de Bolivia (ANPB) puso en vigencia en septiembre del año 2007
Juan Javier Zeballos falleció en la ciudad de La Paz el 26 de octubre de 2011 a los 68 años de edad a causa de una embolia pulmonar. En la actualidad, sus restos descansan en el Cementerio Jardín de la sede de Gobierno.